# Мокегуа (город)

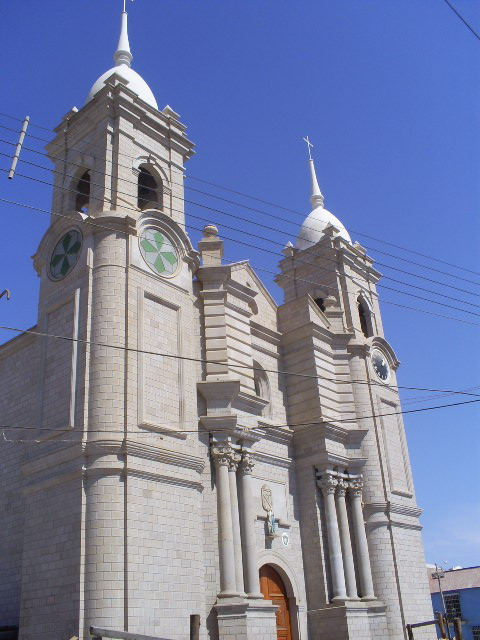
Сокафедральный собор святого Доминика

Мокегуа (исп. Moquegua) — город на юго-востоке Перу. Расположен в долине одноименной реки на высоте 1410 метров над уровнем моря, недалеко от границы с Чили и в 1144 км к югу от столицы г. Лима и в 147 км к югу от г. Омате.
Административный центр департамента Мокегуа и провинции Марискаль-Ньето. Население — 70 тысяч жителей (2017).
Через город проходит Панамериканское шоссе.

## История
Основан испанскими колонистами в 1541 как Вилья-де-Санта-Каталина-де-Гвадалказар-дель-Валье-де-Мокегуа.

## Инфраструктура
Экономика города в значительной степени основана на добыче полезных ископаемых: меди, серебра, золота и молибдена. Медеплавильный завод и завод для обогащения медных концентратов находится в провинции Ило.
В городе есть несколько школ, университет «UJCM — Campus San Antonio», стадион «Estadio 25 де Noviembre» и региональный аэропорт «Cesar Torke Podesta».

## Достопримечательности
- Пласа-де-Армас — главная площадь и центр города. Создана в XIX веке по проекту французского архитектора Гюстава Эйфеля, автора Эйфелевой башни в Париже.

## Города-побратимы
- Ла-Пас, Боливия
- Херес-де-ла-Фронтера, Испания

## Известные уроженцы и жители
- Варгас Прието, Оскар (1917—1989) — перуанский генерал и политик, Премьер-министр Перу с 30 августа 1975 года по 31 января 1976 год.
- Кабельо де Карбонера, Мерседес (1849—1909) — перуанская писательница.
- Мариатеги, Хосе Карлос (1894—1930) — перуанский деятель рабочего движения, писатель, публицист, литературный критик и журналист, социальный философ и социолог, теоретик марксизма.